# Iridomyrmex extensus
Iridomyrmex extensus är en myrart som beskrevs av Carlo Emery 1887. Iridomyrmex extensus ingår i släktet Iridomyrmex och familjen myror. Inga underarter finns listade i Catalogue of Life.